# Memory eXpansion Technology
Memory eXpansion Technology (MXT) è una tecnologia hardware di gestione della memoria che sfrutta la compressione dati.
Implementata nella famiglia IBM eServer, utilizza un algoritmo basato su LZ77.